# Videojoc de simulació espacial
Un videojoc de simulació espacial és un gènere de videojoc que permet a l'usuari experimentar vols espacials en una nau espacial.
La majoria pertanyen a quatre subgèneres: realistes (com Eagle Lander 3D), vols futuristes fantàstics (com Elite Horizons), estratègia (Homeworld) i combat (X-Wing). Algunes barregen mecàniques de joc, tenen una part de comerç i una altra de combat, amb exemples com Elite o Freelancer.
Els simuladors de combat espacial, molt populars en els inicis dels videojocs, tals com Descent: FreeSpace - The Great War, Star Wars: X-Wing i Independence War; des del 2000 han decaigut i són considerats com un gènere minoritari "gairebé mort".